# Kopeleanka, Volodarsk-Volînskîi
Kopeleanka (în ucraineană Копелянка) este un sat în comuna Toporîșce din raionul Volodarsk-Volînskîi, regiunea Jîtomîr, Ucraina.

## Demografie
Componența lingvistică a localității Kopeleanka
     Ucraineană (100%)
Conform recensământului din 2001, toată populația localității Kopeleanka era vorbitoare de ucraineană (100%).